# 5Lan
 (janvier 2025).
5Lan est une formation musicale fondée en 2009 par Junior Jean Belizaire, alias DJ 5Etwal

## Historique
Fondé en 2009 par Junior Jean Belizaire, alias DJ 5Etwal, 5Lan a rapidement pris d’assaut la scène musicale haïtienne (HMI) avec son approche innovante. 
Belizaire, né le 4 août à Port-au-Prince, Haïti, a immigré aux États-Unis à l’âge de 14 ans. Diplômé du Miami Edison Senior High School et ayant suivi des études au Miami Dade College, il a commencé sa carrière musicale en 2000 en tant que DJ sous le pseudonyme DJ 5Etwal, où il a rapidement fait sensation dans les clubs de Miami.
En 2009, après avoir conquis la scène DJ, Belizaire a décidé de former 5Lan avec des musiciens talentueux comme T-Klod (clavier), Pipo (guitare) et Jefrid (batterie). Le groupe s’est distingué par la création d’un nouveau genre musical, le « Djazz DJ », fusionnant des boucles de DJ avec des instruments live, une approche inédite qui a captivé l’attention du public et a permis à 5Lan de se démarquer dans un paysage musical en constante évolution.
Depuis sa création, 5Lan a accumulé une large audience, avec plus de 2 millions d’écoutes sur SoundCloud et des concerts à guichets fermés, devenant ainsi une référence dans l’industrie musicale haïtienne. En 2013, Belizaire a lancé le Belizaire Music Group (BMG), une structure chargée de la gestion et de la promotion du groupe, renforçant ainsi leur présence sur la scène internationale.
L’année 2024 a marqué un tournant décisif dans la carrière du groupe avec la sortie de leur premier album, Gouyad Daddy. Cet opus, plébiscité par les fans, inclut des collaborations remarquables, notamment avec Paska sur le titre “Pretem Rin W”, qui est rapidement devenu un tube. L’album a été dévoilé lors d’une performance exceptionnelle le 24 août 2024 à Douce Pembroke Pines, en Floride, où 5Lan a partagé la scène avec des figures emblématiques telles que Rutshelle Guillaume et Beby Joe, offrant une expérience live inoubliable à leurs fans.
Aujourd’hui, 5Lan continue de repousser les limites musicales en mariant les rythmes traditionnels haïtiens avec des influences contemporaines, tout en demeurant un pilier incontournable du HMI. Le groupe reste fidèle à son ambition de réinventer la musique haïtienne tout en élargissant son impact sur la scène internationale.